# Château de Canac
Pour l’article homonyme, voir Château de Canac (homonymie).
Le château de Canac est un château situé à Onet-le-Château, près de Rodez dans le département de l'Aveyron, en France.

## Historique
Selon la généalogie des Sicard de Rodez, Georges d’Armagnac, baron de Caussade, donne « la terre de Canac » à Blaise Sicard (1486-1554), officier de Louis XI et plusieurs fois consul de Rodez entre 1534 et 1551. En 1533, François 1er y fait halte avant d'arriver à Rodez. Georges, fils de Blaise, reçoit le château pour son mariage en 1559. À la suite du mariage de sa propre fille, Anne, celui-ci entre dans la famille de Campmas au cours des années 1580. Il y reste tout au long du siècle suivant.
Un inventaire du 23 juillet 1652 fait état d’un château occupé par un métayer. En 1689, un nouvel inventaire précise que divers travaux de restauration ont été menés ; Cécile Tabarelle étant gouvernante du domaine. Il passe entre diverses mains au cours du XIXe siècle avant que Paul Bugard ne l’achète le 25 mars 1903 et en confie la restauration à l’architecte départemental, Henri Pons. Paul Bugard décède le 23 octobre 1947 et le château est revendu le 4 février 1948 à René Agalède. Inscrit aux monuments historiques en 1990 il est classé l'année suivante.

## Architecture
De structure médiévale, avec quatre tours d'angle et une tourelle d'escalier, le château qui mêle influences gothiques, Renaissances française et italienne comprend un bâtiment principal à deux corps et une aile en retour d'équerre au nord-ouest. Le bâtiment principal date de la deuxième moitié du XVe siècle pour la face nord-est, et au début du XVIe siècle pour le reste. On accède y par un double portail, cocher et piétonnier, du XIXe siècle. Les bâtiments sont en pierre de Marcillac comme la cathédrale Notre-Dame de Rodez, un grès rose local, avec les couvertures en lauzes de schiste à taille droite ou en lauzes du Cayrol taillées en écailles pour les toitures coniques.

### L’ancien portail et le chemin de ronde
À gauche se dresse une échauguette reposant sur une base circulaire, dans laquelle pénètre un pied-droit sculpté sur deux faces d’une table rentrante. Il est couronné d’un entablement à cornes sculpté d’un crénelage biseauté, comparable à celui du clocher de la cathédrale de Rodez construite entre 1512 et 1526 sous la direction d'Antoine Salvanh.

### La façade nord-est
Cantonnée de deux échauguettes, cette façade témoigne diverses étapes de travaux. Le premier niveau en demi sous-sol est percé d’une porte et d’une fenêtre, sans doute du début du XXe siècle. Le second est surmonté d’une archivolte retournée. Si les décors Renaissance sont absents, les moulures sont identiques à celles des croisées de la façade sud-est. Le dernier niveau est percé, à gauche, d’une croisée surmontée d’une corniche qui se distingue nettement de la croisée du niveau inférieur. Les profils des moulures sont identiques à ceux des croisées du monastère de la rue de la Briane datées de 1563.

### La façade principale sud-est
Les échauguettes aux extrémités de la façade sont réalisées en pierre de taille de grès rose sur une base conique creuse dans laquelle pénètrent deux pilastres massifs sculptés d’une table rentrante sur chaque face surmonté d’un entablement à cornes crénelé à sa base. Leur dispositif défensif se distingue de celui de l’échauguette nord. Une casemate  percées de trois canonnières à la française accessible depuis la cave est aménagée à leur base. Ce système défensif est complété en partie haute par des archères à croisillon et une archère avec fente et orifice rond à la base.

### La façade sud-ouest
La façade sud-ouest présente le même style que l’extension du XVIe siècle. Elle est percée au niveau du sous-sol de deux jours quadrangulaires semblables à ceux de la façade sud-est. Les fenêtres des niveaux supérieurs sont organisées en deux travées verticales. L’échauguette engagée présente la même structure et le même décor que celle du sud et de l'est.

### La façade nord-ouest
Cette façade comporte la tour logeant l’escalier à vis. À droite de la tour d’escalier, le mur conserve un vestige de fenêtre quadrangulaire, murée à l’occasion du percement de la croisée du rez-de-chaussée. Le troisième corps de bâtiment, adossé à l’aile, relève d’une phase postérieure, probablement très rapprochée de celle de l’extension. Il est percé d’une porte chanfreinée et d’une demi-croisée.

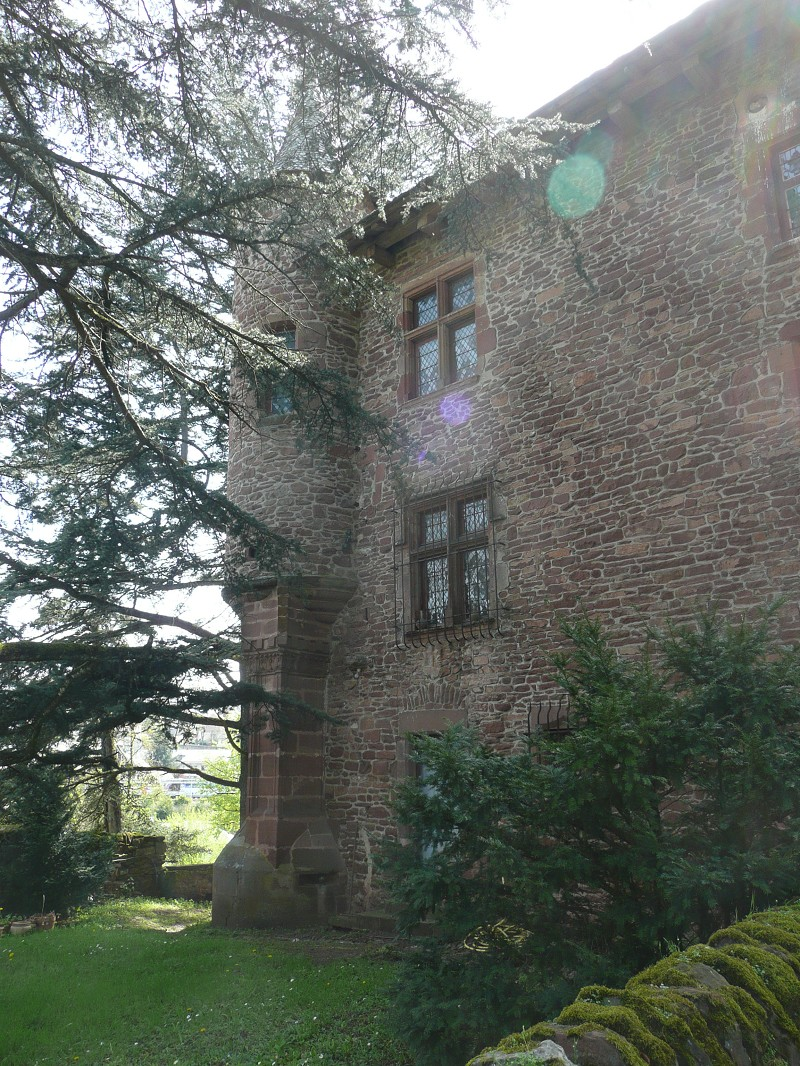
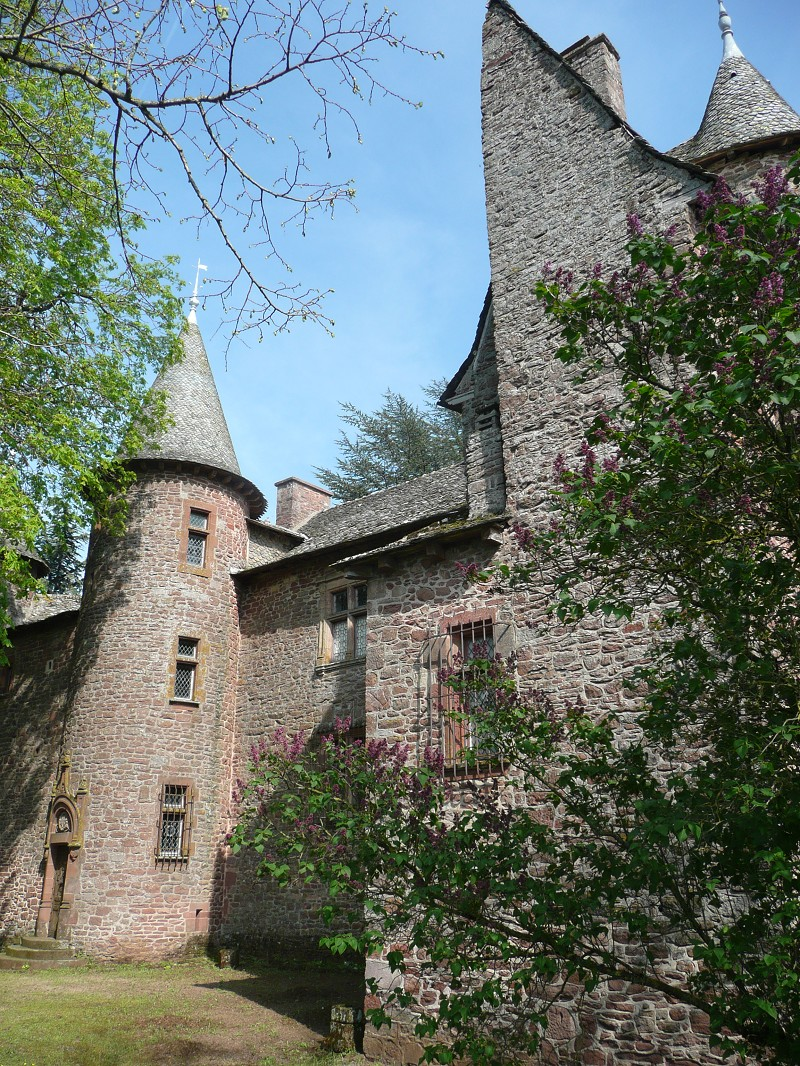
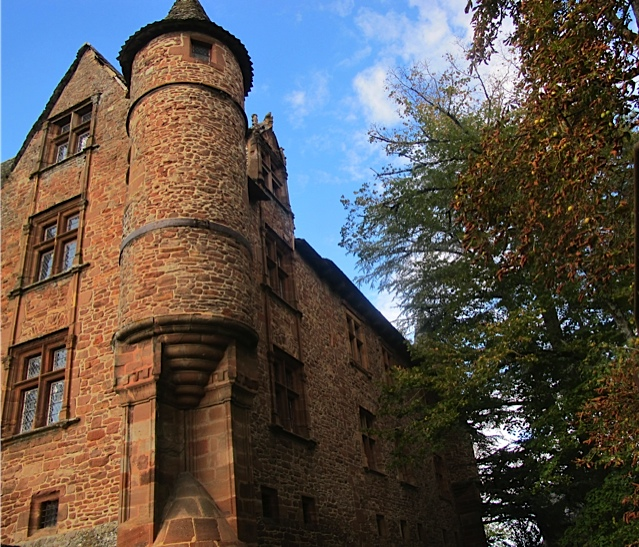
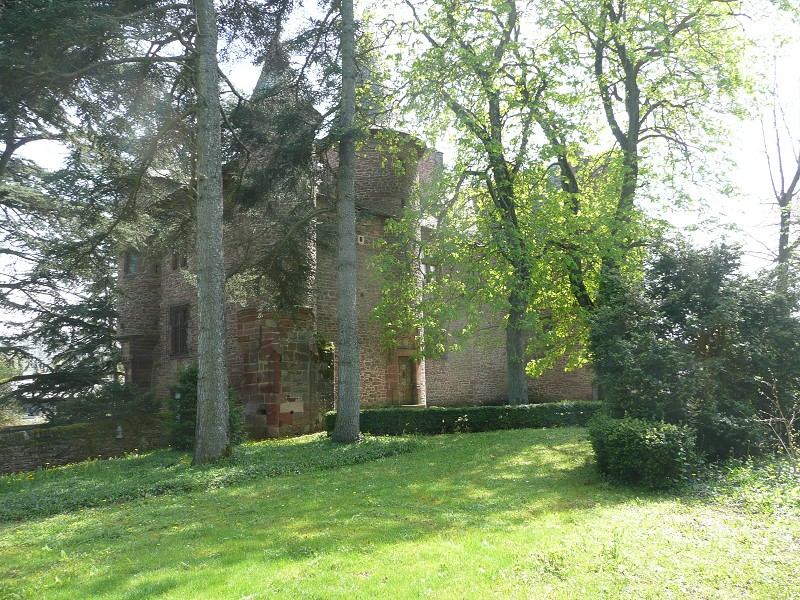

## Intérieur et mobilier
Les travaux du XIXe siècle et au début du XXe siècle n’ont modifié que le sous-sol, la tour d’escalier qui dessert chaque niveau, vraisemblablement  reconstruite au même emplacement et le 1er étage avec aménagement d’un couloir et divers cloisonnements. Le trail des quatre apôtres, d’après une peinture d’Albrecht Dürer de 1526, date probablement de cette époque. La balustrade du dernier niveau a été réalisée à la fin du XVIIe siècle par remploi de l’ancien escalier.

### L'entre-sol
Une pièce dans l’angle nord du château, construite en moellons de grès avec voûte en berceau brisé comporte deux placards muraux. Une porte murée, communiquant avec la cave semi-enterrée située à l’est, donnait accès à la casemate de la tour orientale. Au nord-est, accessible depuis l’escalier, une seconde pièce communique avec une troisième qui donne accès à une seconde casemate.

### Le rez-de-chaussée surélevé
Sa distribution reste celle de l’inventaire du 21 juin 1689. Passé l’entrée , un escalier donne accès à une salle voûtée puis à une succession de chambres. Cette salle voûtée en berceau brisé, qui doit relever de la première construction est lambrissée et couverte d’un plafond à la française. Elle conserve une cheminée gothique en grès rose au centre du couronnement de laquelle figure un blason sculpté, probablement celui des Sicard.
On entre dans la chambre par un cabinet aménagé dans l’échauguette sud. Elle est éclairée par deux vitraux du  XIXe siècle qui réemploient deux parties en grisaille et jaune du XVIe siècle. La chambre possède une cheminée inspirée de Sebastiano Serlio dont on trouve d'autres exemples datés des années 1550-1560 à Rodez, au Monastère et à Valady. Au centre de son entablement on note une marguerite qui pourrait être un hommage à Marguerite d’Angoulême, reine de Navarre. La pièce comporte un placard mural aménagé dans l’échauguette sud-ouest.

### Le premier étage
Jusqu'aux travaux du XIXe siècle, la distribution du premier étage est identique à celle du niveau inférieur. Selon l’inventaire du 21 juin 1689, il formait un appartement indépendant. La première comporte une cheminée du XVIIIe siècle. La seconde a perdu sa cheminée du XVIe siècle au profit d’une plus moderne du XIXe siècle. Dans la chambre suivante, éclairée par deux croisées, une cheminée gothique en grès rose d’une grande sobriété. Un petit cabinet est aménagé dans l’échauguette comme au niveau inférieur. On accède à une autre petite chambre du XVIIe siècle éclairée par deux demi-croisées avec cheminée en grès rose identique à celle du niveau inférieur.

## Protection et valorisation
Le château a été inscrit puis classé à l’inventaire supplémentaire des Monuments historiques. Éléments protégés : les façades et les toitures (sauf celles classées), la cheminée du XVe siècle au rez-de-chaussée du corps de logis Nord : inscription par arrêté du 17 mai 1990. Les façades et les toitures du corps de bâtiment abritant la charpente du XVIe siècle ainsi que la charpente elle-même par arrêté du 1er juillet 1991[réf. souhaitée].
En 2014, le château est vendu à la famille Busset et des travaux de restauration ont été conduits pour réaliser une maison d'hôtes de prestige.